# Quận Marion, Ohio
Quận Marion là một quận thuộc tiểu bang Ohio, Hoa Kỳ. Quận lỵ đóng ở Marion6. 
Dân số theo điều tra năm 2010 của Cục điều tra dân số Hoa Kỳ là 65359 người.

## Địa lý
Theo Cục điều tra dân số Hoa Kỳ, quận này có diện tích 1050 km2, trong đó có 1 km2 là diện tích mặt nước.

### Các quận giáp ranh
- Quận Crawford (hướng Đông Bắc)
- Quận Morrow (hướng Đông)
- Quận Delaware (hướng Nam)
- Quận Union (hướng Tây Nam)
- Quận Hardin (hướng Tây)
- Quận Wyandot (hướng Tây Bắc)

## Thông tin nhân khẩu

### Điều tra dân số năm 2000
Theo điều tra dân số năm 2000, có 66.217 người, 24.578 hộ gia đình và 17.253 gia đình sống trong quận. Mật độ dân số là 164 người trên một dặm vuông (63 / km 2 ). Có 26.298 đơn vị nhà ở với mật độ trung bình 65 trên một dặm vuông (25 / km 2 ). Thành phần chủng tộc của quận là 92,10% da trắng , 5,75% da đen hoặc người Mỹ gốc Phi , 0,19% người Mỹ bản địa , 0,52% châu Á , 0,01% cư dân Đảo Thái Bình Dương , 0,49% từ các chủng tộc khác và 0,95% từ hai hoặc nhiều chủng tộc. 1,09% dân số là người gốc Tây Ban Nha hoặc La tinh của bất kỳ chủng tộc nào.
Có 24.578 hộ gia đình, trong đó 32,30% có trẻ em dưới 18 tuổi sống cùng, 54,50% là các cặp vợ chồng sống chung, 11,40% có chủ hộ là nữ không có chồng và 29,80% là những người không có gia đình. 25,10% tổng số hộ gia đình được tạo thành từ các cá nhân và 10,90% có người sống một mình 65 tuổi trở lên có người sống một mình. Quy mô hộ trung bình là 2,50 và quy mô gia đình trung bình là 2,98.
Trong quận, dân số được trải đều trong các độ tuổi, với 24,50% dưới 18 tuổi, 8,30% từ 18 đến 24, 30,30% từ 25 đến 44, 23,50% từ 45 đến 64 và 13,40% là 65 tuổi hoặc lớn hơn. Tuổi trung bình là 37 tuổi. Đối với mỗi 100 nữ có 106,90 nam giới. Cứ mỗi 100 nữ 18 tuổi trở lên, đã có 107,10 nam giới.
Thu nhập trung bình cho một hộ gia đình trong quận là 38.709 đô la, và thu nhập trung bình cho một gia đình là 45.297 đô la. Nam giới có thu nhập trung bình là $ 33.179 so với $ 23.586 đối với nữ giới. Thu nhập bình quân đầu người của quận là $ 18,255. Khoảng 7,40% gia đình và 9,70% dân số dưới mức nghèo khổ , bao gồm 13,60% những người dưới 18 tuổi và 5,50% những người 65 tuổi trở lên.

### Điều tra dân số năm 2010
Theo Điều tra dân số Hoa Kỳ năm 2010 , có 66.501 người, 24.691 hộ gia đình và 16.837 gia đình sống trong quận. Mật độ dân số là 164,7 người trên một dặm vuông (63,6 / km 2 ). Có 27.834 đơn vị nhà ở với mật độ trung bình là 68,9 trên một dặm vuông (26,6 / km 2 ). Thành phần chủng tộc của quận là 91,1% người da trắng, 5,7% người da đen hoặc người Mỹ gốc Phi, 0,5% người châu Á, 0,2% người Mỹ da đỏ, 0,1% cư dân trên đảo Thái Bình Dương, 0,8% từ các chủng tộc khác và 1,7% từ hai chủng tộc trở lên. Những người gốc Tây Ban Nha hoặc La tinh chiếm 2,3% dân số.  Về tổ tiên, 29,7% là người Đức , 15,2% là người Ailen , 14,7% là người Mỹ và 10,2% là người Anh.
Trong số 24.691 hộ gia đình, 31,8% có trẻ em dưới 18 tuổi sống chung, 49,4% là các cặp vợ chồng sống chung, 13,3% có chủ hộ là nữ không có chồng, 31,8% là những người không có gia đình và 26,3% tất cả các hộ được tạo thành từ các cá nhân. Quy mô hộ trung bình là 2,47 và quy mô gia đình trung bình là 2,94. Tuổi trung bình là 39,9 tuổi.
Thu nhập trung bình cho một hộ gia đình trong quận là $ 40,511 và thu nhập trung bình cho một gia đình là $ 50,900. Nam giới có thu nhập trung bình là $ 39.741 so với $ 30.161 đối với nữ giới. Thu nhập bình quân đầu người của quận là $ 19,849. Khoảng 13,1% gia đình và 17,3% dân số ở dưới mức nghèo khổ , bao gồm 24,6% những người dưới 18 tuổi và 9,4% những người từ 65 tuổi trở lên.

## Chính trị
Trước năm 1940, Quận Marion ủng hộ đảng Dân chủ trong các cuộc bầu cử tổng thống, chỉ bỏ phiếu cho các ứng cử viên Đảng Cộng hòa năm lần từ năm 1856 đến năm 1936. Nhưng bắt đầu từ cuộc bầu cử năm 1940, quận đã chuyển sang ủng hộ các ứng cử viên của đảng Cộng hòa trong các cuộc bầu cử tổng thống. Lyndon B. Johnson là đảng viên Dân chủ duy nhất giành chiến thắng tại Marion kể từ đó. Bill Clinton chỉ giành được 630 phiếu khi giành được chức tổng thống vào năm 1996.

## Chính phủ
Quận Marion được đại diện bởi hai thành viên của Hạ viện Ohio, vì nó được chia thành các Quận 86 và 87 Hạ viện Ohio. Dân biểu Tiểu bang là Tracy Richardson, được bầu vào năm 2018, đại diện cho khu 86 Hạ viện Ohio, và Riordan T. McClain, được bổ nhiệm vào năm 2018, đại diện cho Quận 87 Hạ viện Ohio.
Toàn bộ Quận Marion nằm trong Quận 26 của Thượng viện Ohio, hiện được đại diện bởi Bill Reineke.